# Refugio Nacional de Vida Silvestre Barra del Colorado (RNVSBC)
El Refugio Nacional de Vida Silvestre Barra del Colorado se encuentra ubicado en Costa Rica, específicamente en la frontera norte, en el distrito de Colorado, cantón de Pococí, provincia de Limón, colindando al Norte con el Refugio Nacional de Vida Silvestre Corredor Fronterizo Norte . Esta Área Silvestre Protegida (ASP) es parte del Área de Conservación Tortuguero (ACTo) del Sistema Nacional de Áreas de Conservación (SINAC) de Costa Rica. Dentro del refugio se encuentran la Isla Calero y la Isla Brava, de tipo fluvial. Tiene un área de aproximadamente  81.177 hectáreas terrestres.  
Es la segunda área silvestre protegida continental más extensa del país. Constituye una sola unidad paisajista con el Parque Nacional Tortuguero por el sistema de canales fluviales que unen el puerto de Moín con Barra del Colorado.
Es parte del Corredor Biológico Mesoamericano (CBM) al unir al Parque Nacional Tortuguero con la Reserva Biológica Indio Maíz en Nicaragua.
El refugio contiene 50 km de costa del Caribe Norte de Costa Rica, además incontables kilómetros de canales, lagunas, ríos, islas fluviales, bosques, pantanos (2700 ha), yolillales (Raphia taedigera) y colinas (antiguos conos volcánicos como el Cerro Coronel y el Cerro Tortuguero), con altitudes inferiores a 230 msmn. Contiene los ríos San Juan, Colorado y Chirripó que desembocan en el Mar Caribe. Estos se alimentan de la abundante precipitación del lugar.  
Dentro del refugio se encuentra el Humedal Caribe Noreste (75.310 ha), el cual es un Sitio Ramsar, protegido a nivel mundial. Este humedal comprende el Parque Nacional Tortuguero (23.903 hectáreas), el Refugio de Vida Silvestre Barra del Colorado (40.315,1 hectáreas) y el Refugio Fronterizo Costa Rica-Nicaragua (11.091,7 hectáreas) y se extiende tanto en el área marina como en la parte continental.
Este refugio cuenta con varias vías de acceso terrestre. El ingreso por Puerto Lindo se realiza por medio de la Ruta Nacional 247 con una duración aproximada desde Guápiles hasta el Muelle de Puerto Lindo de alrededor de 1 hora y 30 minutos. Se encuentra relativamente cerca del poblado de Guápiles (67,9 km) y Cariari (47,5 km). El estado de la ruta es variable durante el año, principalmente afectado por las altas precipitaciones. Sin embargo, en condiciones óptimas pueden ingresar todo tipo de vehículo. La mayor parte de la ruta está asfaltada a excepción de los últimos 32 km entre Las Palmitas y Puerto Lindo, los cuáles poseen en algunas secciones asfalto reciclado de corta vida útil.
Existe otro vía de ingreso terrestre en el poblado de La Aldea.
En cuanto a la vía de acceso fluvial se cuenta con varias vías. Desde Tortuguero se puede acceder a través del Caño Penitencia. Desde Sarapiquí y Delta Costa Rica se puede ingresar usando el río San Juan hasta llegar al río Colorado y/o Caño Bravo. La vía principal de acceso al poblado de Barra del Colorado es por medio de Puerto Lindo, en donde se puede tomar el bote de servicio público de Puerto Lindo hasta Barra del Colorado usando el río Colorado. 
Desde el mar Caribe existe acceso usando la desembocadura del río Colorado. Esta vía es muy  utilizada para la pesca artesanal y deportiva.
El RNVS Barra del Colorado cuenta con un puesto de guardaparques el cual está bajo la administración del ACTo-SINAC en donde se provee información general y se pueden realizar gestiones como denuncias ambientales. La edificación de uso permanente de los guardaparques tiene agua potable, servicios sanitarios, puerto fluvial, dormitorios, cocina y bodega.

## Creación e historia
El Refugio Nacional de Vida Silvestre Barra del Colorado fue creado mediante Decreto Ejecutivo N.º 16358-MAG publicado en el Diario Oficial La Gaceta 141 del día viernes 26 de julio de 1985, con el propósito de poner al día al país con la Convención sobre el Comercio Internacional de Especies Amenazadas de Flora y Fauna Silvestre, salvaguardando un área cuyas características y tierras húmedas permitiesen la preservación de especies de fauna silvestre oficialmente declaradas como en peligro de extinción que se encuentran en esa región, entre ellas, el manatí, la danta, el puma, el león breñero, el jaguar, el caucel, el mono aullador, el mono capuchino, el mono colorado, la lapa roja y la lapa ambigua.
El 20 de marzo de 1996, el Humedal Caribe Noreste fue integrado dentro de los sitios protegidos por la Convención de Ramsar.
El 4 de mayo de 2004 se emitió el decreto N.º 31804-MINAE que reformaba el área del refugio, ampliándolo en 13 hectáreas (1 103,52 m²), para incluir el Cerro Tortuguero (119 m s. n. m.).
En el 2008, la Agencia de Cooperación Internacional del Japón (JICA) desarrolló un proyecto de conservación y concientización en esta zona, que involucra a los habitantes de comunidades de la región en temas como el manejo participativo, educación ambiental y producción sostenible entre otros.
En 2010, grupos ambientalistas y ecologistas manifestaron su preocupación cuando el gobierno del vecino país de Nicaragua inició labores de dragado en el río San Juan, las cuales señalaron podrían poner en riesgo la conservación de parte del humedal del refugio en especial en la zona de Isla Calero, al depositarse sedimentos del lado costarricense y talarse un área de 197 hectáreas de bosque también del lado costarricense.
En 2011, el Instituto Nacional de Biodiversidad (INBio), la Fundación para la Paz y la Democración (Funpadem) y el Área de Conservación Tortuguero (ACTo) ejecutaron el Proyecto Manos a la Costa. El proyecto Manos a la Costa pretendió reducir la vulnerabilidad en comunidades costeras mediante la sensibilización, capacitación, aplicación de nuevas técnicas de producción y modificación de distintas actividades económicas que tienen un impacto negativo sobre la región. Dicho proyecto fue financiado por la Unión Europea.
El 30 de setiembre del 2020 finalizó el Proyecto Canales, este tuvo como objetivo contribuir a mejorar los sistemas de gobernanza para una mejor toma de decisiones en conservación del ambiente, seguridad ciudadana y aprovechamiento racional de los recursos naturales en el ACTo, ubicada en el Caribe Norte de Costa Rica.

## Clima
El clima es muy húmedo y caliente, sin estación seca. Las precipitaciones son abundantes todo el año (5500 mm a 6000 mm anuales), con un ligero descanso durante el mes de marzo. La temperatura oscila entre los 26 y 28 °C.

## Importancia
El Refugio Nacional de Vida Silvestre Barra del Colorado existe por tres razones esenciales:
- la presencia del Humedal Caribe Noreste o Humedal Nacional Cariari, Sitio Ramsar de importancia mundial para la conservación de recursos hídricos y la subsistencia de aves acuáticas y migratorias.

- la presencia de vida silvestre en peligro de extinción, donde destacan el manatí, la danta, el jaguar y la lapa verde, entre otras.

- la presencia de humedales y tierras de inundación en un área muy extensa con alto potencial turístico que enfrenta amenazas como la agricultura y la ganadería

## Flora y Fauna
Esta región se encuentra entre las de mayor biodiversidad de Costa Rica.

### Fauna
Se encuentran mamíferos, reptiles y gran variedad de peces, de los cuales se han identificado 343 especies, entre ellas el mero y el róbalo. En el ámbito de especies marinas, se han identificado 136 moluscos dentro de lo que sobresalen el cambute y la langosta. También se logran visualizar aves con colores llamativos: tucán de pico arco iris o curré negro, guacamaya verde (en peligro de extinción), jacana, loro, trogón o surucúa, águila pescadora, cormorán neotropical, la garza azul, la garza tricolor, el gavilán blanco, la gallina de monte, el pavón y la lora frentirroja. Destacan el manatí (en peligro de extinción), los caimanes, los cocodrilos, los peces gaspar (reconocido como un fósil viviente), la danta, el jaguar, el puma, los monos congo y carablanca, caucel, manigordo, el león breñero y el perezoso de tres dedos. En la región del Cerro Tortuguero se pueden encontrar ranas rojas venenosas (Dendrobates pumilio)

### Flora
El refugio cuenta con una cobertura vegetal de más del 80%. Se han identificado hasta 11 hábitat y contiene tres tipos de bosque: yolillal, gamalotal y bosque inundado, que se puede definir como una asociación hídrica, en donde el suelo permanece inundado todo el año. Abarca todas las especies de palmas conocidas en la selva más otras cinco especies de las cuales no han sido descritas todavía. Los principales son la vegetación litoral, con la presencia de cocoteros (Cocos nucifera); bosques altos muy húmedos, bosques sobre lomas, bosques pantanosos, con árboles hasta 40 m de altura; yolillales, formados casi exclusivamente por la palma yolillo (Raphia taedigera); pantanos herbáceos, constituidos por plantas herbáceas de hasta 2 m de altura, y comunidades herbáceas de vegetación flotante, en las que a veces la chroja (Eichhornia crassipes) es tan densa que impide la navegación. En general, algunos de los árboles más abundantes son el gavilán (Pentaclethra macroloba), el cedro macho o caobilla (Carapa guianensis) y el cativo (Prioria copaifera). Hasta ahora se han identificado 642 especies de plantas, de las cuales unas 58 especies son endémicas.

## Investigación científica
El RNVS Barra del Colorado cuenta con varios centros de investigación como lo son: 
- Estación de Investigación Biológica Caño Palma
- Estación Biológica El Zota

En el canal de Caño Palma se encuentra la Estación de Investigación Biológica Caño Palma, ubicada a 8 km del pueblo de Tortuguero, un centro de investigación propiedad de la Organización Canadiense para Estudios Tropicales y Conservación del Bosque Lluvioso, con sede en Ontario, Canadá, y creado en 1990 por Marilyn Cole y Ozzy Teichner. Se encuentra conformada por una organización de biólogos, educadores, profesionales en zoología y comunicación dedicados a la conservación del bosque lluvioso y el estudio de la flora y la fauna de la región de Tortuguero y Barra del Colorado. Cuenta desde 2005 con el apoyo de Global Vision International. 
Esta estación realiza 11 proyectos de investigación y comunitarios que van desde el monitoreo del jaguar y las tortugas marinas hasta generación de capacidades tanto en el Parque nacional Tortuguero como en el Refugio de Vida Silvestre Barra del Colorado así como en el pueblo de San Francisco. Estos proyectos de investigación, realizados algunos de ellos en cooperación del Global Vision Internacional, el Ministerio de Ambiente, Energía y Telecomunicaciones de Costa Rica y el Consejo Nacional de Rectores de Costa Rica, son:
- Conservación y monitoreo de tortugas marinas.
- Monitoreo de la depredación del jaguar sobre las tortugas marinas.
- Monitoreo del jaguar y sus presas potenciales.
- Monitoreo de grandes mamíferos.
- Monitoreo de aves de canal.
- Monitoreo de la anidación de aves.
- Impacto del tráfico de botes sobre el canal.
- Clases de inglés para niños y adultos.
- Clases de educación ambiental.
- Proyecto de especies incidentales e indicadoras.
- Estación meteorológica.

## Ecoturismo
La actividad turística dentro del refugio es muy diversa debido a su gran extensión y la diversidad de ecosistemas terrestres y acuáticos.
El paisaje que ofrece consiste en un sistema de canales fluviales combinados con ecosistemas de playa y poblaciones silvestres de vida marina.
Los principales atractivos del refugio son:
- Pesca deportiva

Del tipo «captura y liberación» de sábalo, róbalo y marlín en sus alrededores, la cual requiere de una licencia que puede obtenerse en el puesto de guardaparques. 
- Cerro Tortuguero

Se puede recorrer un sendero por aproximadamente 45 minutos.
- Pesca recreativa en canales y lagunas

Existen tours de pesca recreativa ofrecidos por lugareños. A continuación se incluyen algunos proveedores:
| Sector       | Servicio turístico                    | Información de contacto     |
| ------------ | ------------------------------------- | --------------------------- |
| Puerto Lindo | Pesca recreativa en canales y lagunas | Jonathan Hernández 87042926 |

- Avistamiento de aves

- Hospedaje turístico

| Sector             | Nombre                     | Información de contacto      |
| ------------------ | -------------------------- | ---------------------------- |
| El Zota            | Estación Biológica El Zota | https://www.elzota.com/es/   |
| Linda Vista        | Asolivi - Finca La Luisa   | 89725272                     |
| Barra del Colorado | Tarpon Land Lodge          | 88427177                     |
| Barra del Colorado | Kawe Lodge                 | 70818013 Kawelodge@gmail.com |

## Conservación
Existen dueños de bosque enfocados en la conservación y protección de los diferentes recursos naturales. 